# 洛索辛斯科耶湖
61°40′0″N 34°10′0″E / 61.66667°N 34.16667°E

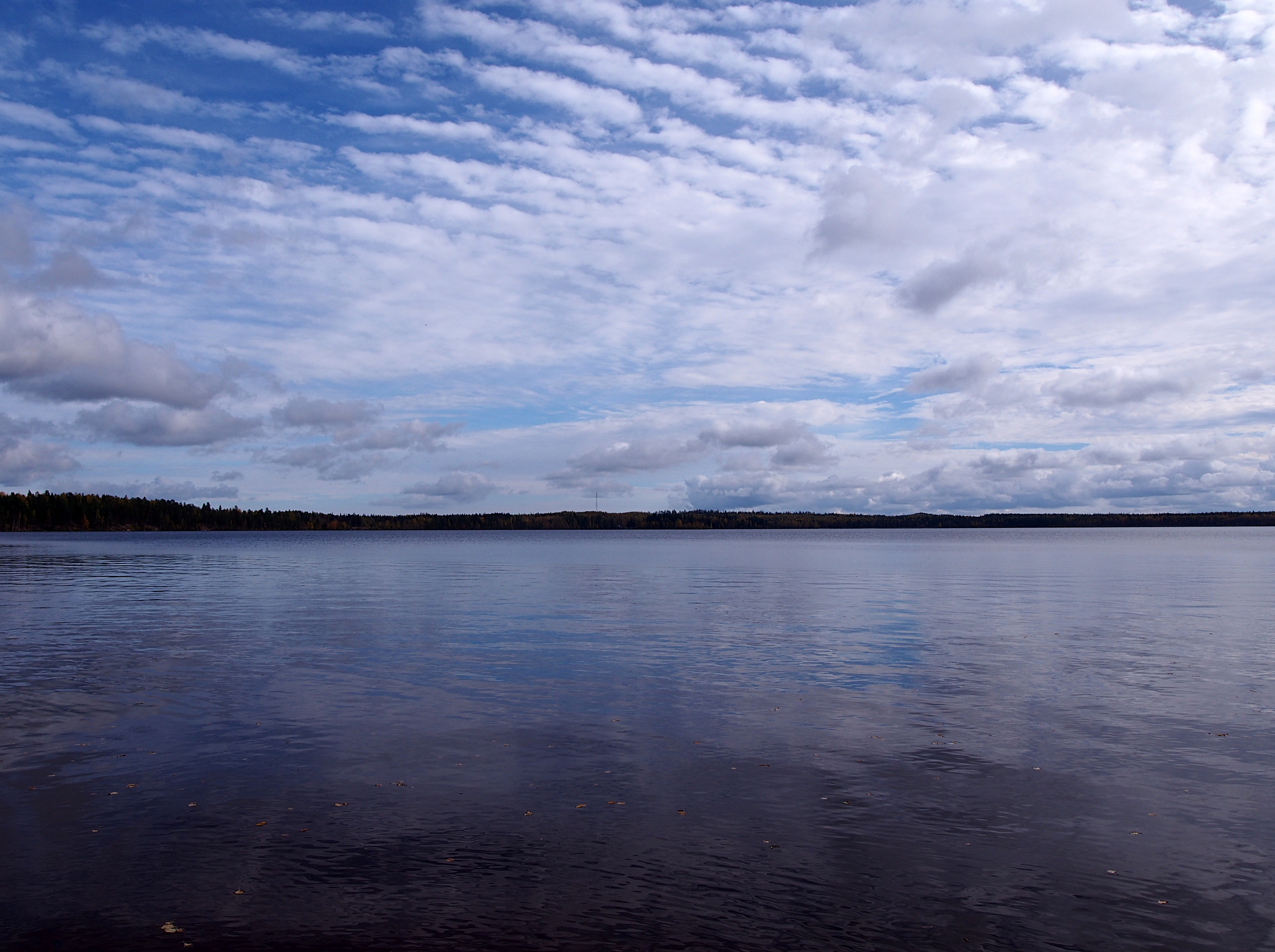

洛索辛斯科耶湖（俄语：Лососинское），是俄羅斯的湖泊，位於該國西北部，由卡累利阿共和國負責管轄，長6.7公里、寬2.9公里，海拔高度186米，湖岸線長度22.1公里，平均水深2.9米，最大水深7.5米。